# Эйнштейн, Эльза
Э́льза Эйнште́йн (нем. Elsa Einstein, 1876—1936) — кузина и вторая жена Альберта Эйнштейна. Девичья фамилия Эльзы — Эйнштейн, она сменила фамилию, когда вышла замуж за своего первого мужа Макса Лёвенталя, и вернула её в 1919 году, когда вышла замуж за Альберта Эйнштейна.

## Ранние годы
Эльза — дочь Рудольфа Эйнштейна (1844—1928) и Фанни (урожд. Кох; 1852—1926). Эльза приходилась Альберту родственницей с обеих сторон: Рудольф был двоюродным братом Германна Эйнштейна (отца Альберта), а Фанни — родной сестрой Паулины Кох (матери Альберта).
У Эльзы было 2 сестры: Паула (1878—1955) и Эрмина (1872—1942). Отец был владельцем завода по производству тканей в Хехингене. Во время частых визитов её семьи в Мюнхен, она часто играла с её троюродным братом Альбертом. Эльза разговаривала на одном из немецких диалектов и поэтому называла Альберта «Albertle». В 1894 году семья вместе с Альбертом покинула Германию и отправилась в Милан, в связи с чем пути Эльзы и Альберта разошлись.

## Замужество

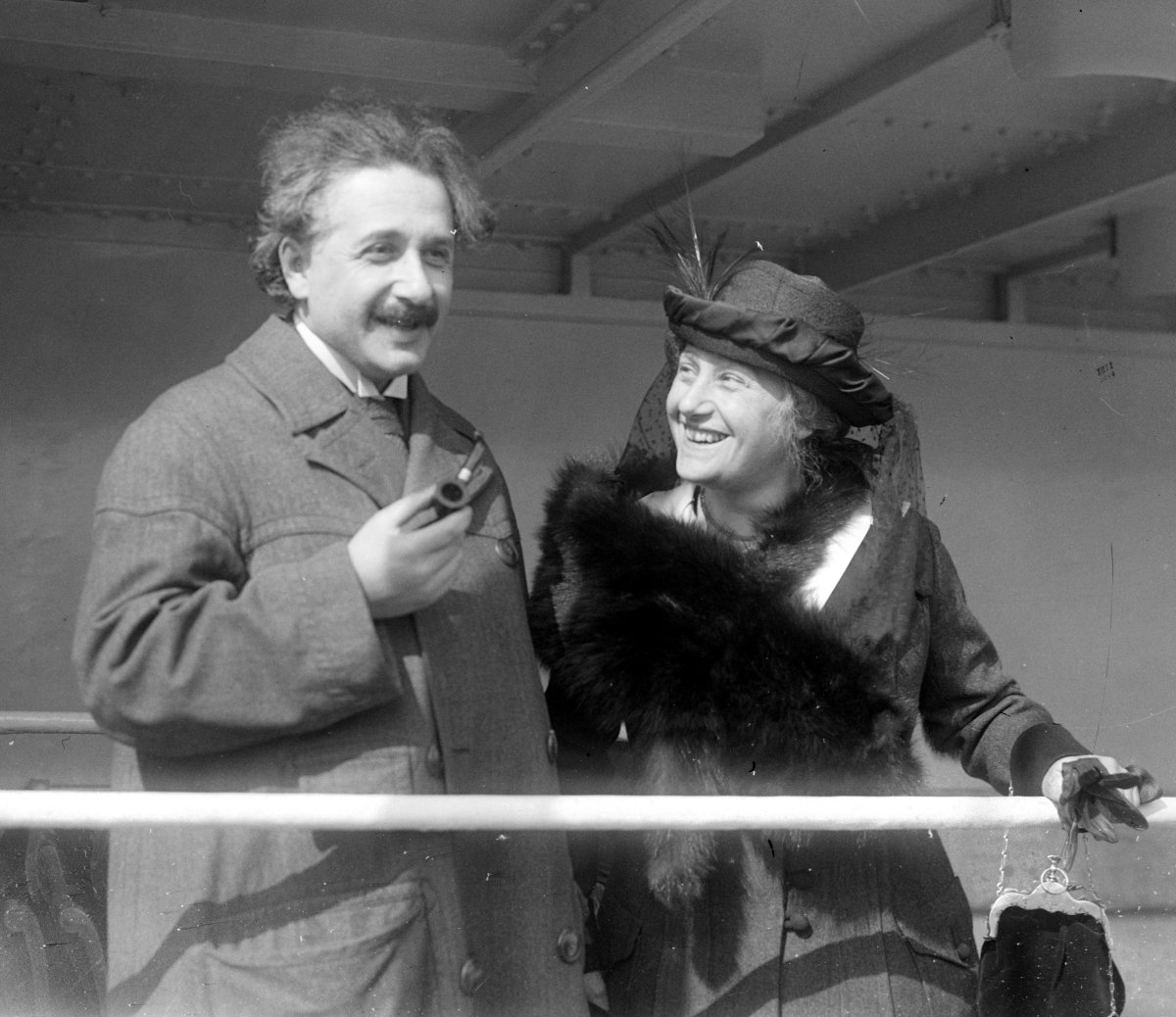
Эльза Эйнштейн с мужем

В 1896 году Эльза вышла замуж за берлинского торговца тканями Макса Лёвенталя (1864—1914), от которого она родила троих детей: дочерей Илзу и Марго и сына, умершего в 1903 году. Все вместе они жили в Хехингене. В 1902 году, Макс Лёвенталь устроился на работу в Берлин. Его семья осталась в Хехингене.
Эльза развелась с Максом 11 мая 1908 года и переехала с двумя дочерьми в квартиру над квартирой своих родителей в Хаберландштрассе в Берлине.
Она начала отношения со своим кузеном Альбертом Эйнштейном во время Пасхи 1912 года и вышла за него замуж 2 июня 1919 года. Илза и Марго, уже сменившие фамилию на Эйнштейн, теперь стали для Альберта падчерицами.
Матери Эльзы и Альберта были родными сёстрами, а отцы — двоюродными братьями, поэтому супруги были одновременно и двоюродными и троюродными братом и сестрой.
С дочерьми Илзой и Марго, Эйнштейны создали дружную и крепкую семью. Хотя у Альберта и Эльзы так и не было общих детей, Альберт растил Илзу и Марго как своих родных. Они жили в Берлине, также у них был летний домик в городке Капут, Бранденбург, вблизи Потсдама.
Эльза, будучи замужем за Альбертом, очень часто охраняла и защищала его от нежеланных гостей и шарлатанов. Она также была инициатором постройки летнего домика в 1929 году.

## Поздние годы
В 1933 году Альберт и Эльза Эйнштейн переехали в Принстон, штат Нью-Джерси, США. Осенью 1935 они переехали в дом номер 112 на Mercer Street, купленный в августе, но вскоре после переезда у Эльзы началась периорбитальная отёчность, также у неё диагностировали болезни сердца и почек. Эльза умерла от болезни сердца 20 декабря 1936 года, в доме на Mercer Street, в возрасте 60 лет.